# Double Arc
Double Arc ist ein Jazzalbum des Resonance Ensemble um Ken Vandermark. Die im November 2013 im Museum Manggha, Krakau, entstandenen Aufnahmen erschienen 2015 auf Not Two Records.

## Hintergrund
Das Projekt Double Arc mit dem mittelformatigen Resonance Ensemble, einem kollaborativen Tentett europäischer und Chicagoer Musiker, greift auf Ken Vandermarks musikalische Erkundungen zurück. Der Holzbläser schrieb und arrangierte nicht nur für mehrere Spieler, sondern fügte auch die elektronische Stimme von Christof Kurzmann hinzu. Kurzmann ist Mitglied im Bandprojekt Made to Break Vandermarks, einem Groove-basierten Improvisationsensemble.

## Titelliste
- The Resonance Ensemble: Double Arc (Not Two Records MW 936-2)[2]

Arc One
1. Section A	5:00
2. Section B	4:44
3. Section C	4:56
4. Section D	2:59
5. Section E	7:57
6. Section F	2:06
7. Section G	9:09
8. Section H	6:05

Arc Two
1. Section A	2:46
2. Section B	4:52
3. Section C	2:31
4. Section D	4:46
5. Section E	2:10
6. Section F	3:19

Die Kompositionen stammen von Ken Vandermark.

## Rezeption

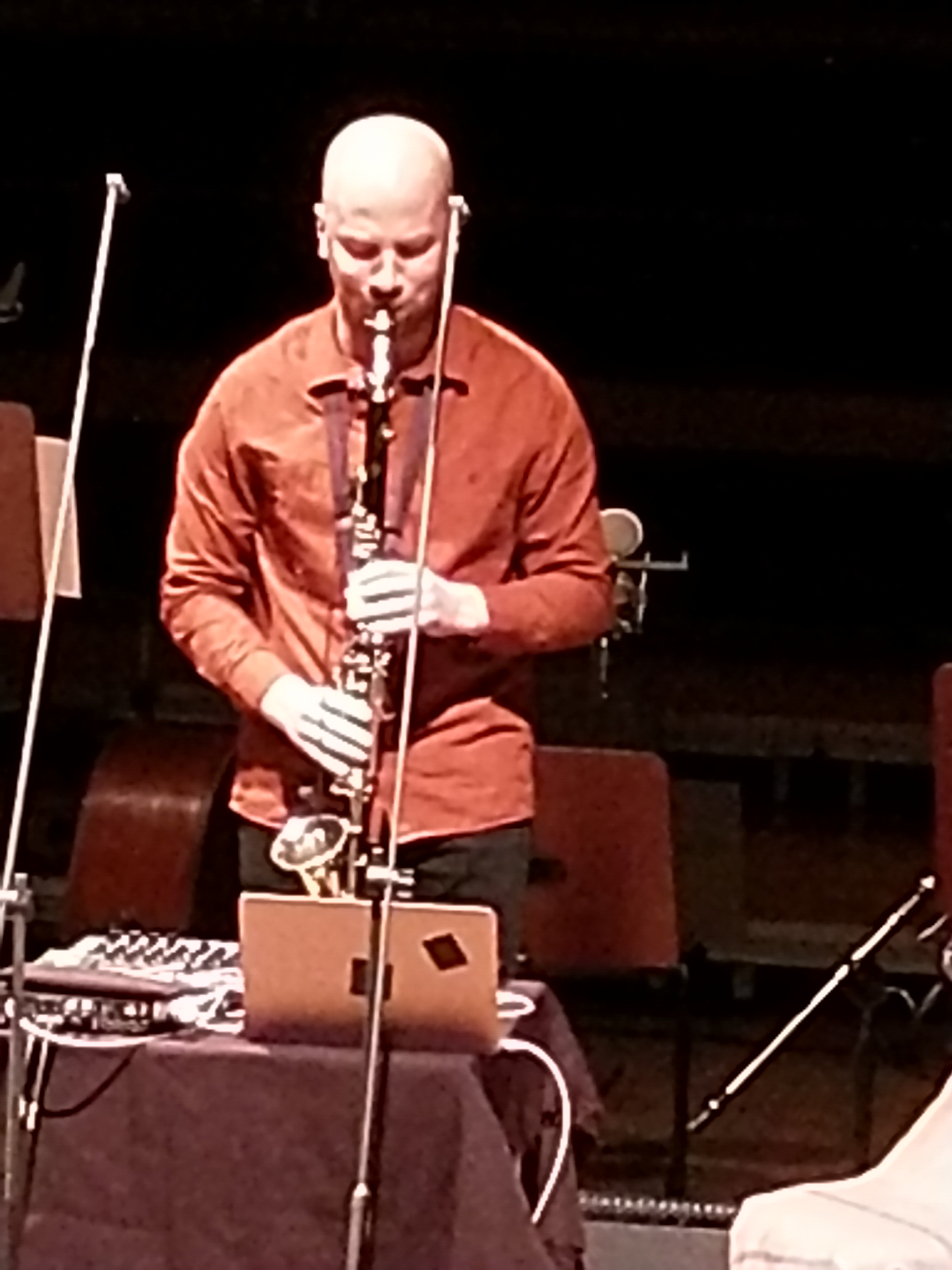
Wacław Zimpel (2010)

Nach Ansicht von Mark Corroto, der das Album in All About Jazz rezensierte, ist diese Session, die fünfte eigenständige Veröffentlichung, wohl die bisher vielfältigste und vielleicht grenzenloseste Aufnahme des Ensembles. Es basiere auf den Erkundungen des Komponisten als Solokünstler, seiner Liebe zum Funk und dem Actionkino der 1970er-Jahre und seiner vollständig improvisierten Arbeit mit Künstlern wie Paal Nilssen-Love, Barry Guy und Nate Wooley. Diese Keimung habe zu einem offeneren Ensembleklang geführt, wenn auch immer noch ohne Unordnung. Die 14 Tracks, aus denen sich dieses einzigartige Werk zusammensetzt, würden zwischen den seltsamen elektrischen Einspielungen von Kurzmanns Elektronik, den Trommelimpulsen von Tim Daisy und Michael Zerang und dem brillanten Solospiel des Trompeters Magnus Broo des Saxophonisten Dave Rempis, des Posaunisten Steve Swell und des Klarinettisten Wacław Zimpel und Vandermarks Baritonsaxophon oszillieren. Die Musik vereine den klassischen Vandermark-Sound, den er für das (inzwischen nicht mehr existierende) Ensemble Vandermark 5 kreiert hatte, einen breitschultrigen Bläsersatz-Marsch und seine Leidenschaft für moderne Komposition mit ihrer Unbestimmtheit. Diese zwei scheinbar unterschiedlichen Elemente würden in Double Arc recht gut koexistieren.